# Francesco Sfondrati
Francesco Sfondrati  (né à Crémone, en Lombardie, le 26 octobre 1493, et mort à Crémone le 31 juillet 1550) est un cardinal italien du XVIe siècle. Il est le père du pape Grégoire XIV, le grand-oncle du cardinal Paolo Emilio Sfondrati (1590) et l'arrière-grand-oncle du cardinal Celestino Sfondrati, (1695).

## Repères biographiques
Francesco Sfondrati est professeur en droit aux universités de Padoue, Pavia, Bologne, Rome et Turin. Il est conseiller de Charles Quint, qui le nomme comte de Riviera di Lecco en 1537, et gouverneur de Sienne. Il est marié avec Anna Visconti et a sept enfants, dont Niccolò, le futur pape Grégoire XIV. Après la mort de sa femme, il entre dans l'état ecclésiastique. Il devient référendaire au tribunal suprême de la Signature apostolique.
Il est élu évêque de Sarno en 1543 et promu à l'archidiocèse d'Amalfi en 1544.
Mgr Francesco Sfondrati est créé cardinal par le pape Paul III lors du consistoire du 19 décembre 1544. Le cardinal Sfondrati est membre de l'Inquisition et légat en Allemagne. Il est transféré au diocèse de Capaccio en 1547 et au diocèse de Crémone en 1549 (avec titre personnel d'archevêque).
Sfondrati participe au conclave de 1549-1550 lors duquel Jules III est élu.